# Texas Chainsaw Massacre (2022)
Texas Chainsaw Massacre är en amerikansk skräckfilm från 2022. Det är den nionde uppföljaren till Motorsågsmassakern från 1974. Filmen är regisserad av David Blue Garcia, med ett manus av Chris Thomas Devlin, efter en idé av Fede Álvarez och Rodo Sayagues.
Filmen hade premiär på Netflix den 18 februari 2022.

## Handling
Filmen utspelar sig många årtionden efter händelserna i den första filmen. Efter att varit gömd i ett halvt sekel återvänder Leatherface för att terrorisera en grupp unga vänner som av misstag stör hans tillvaro i en avlägsen stad i Texas.

## Rollista
- Sarah Yarkin – Melody
- Elsie Fisher – Lila
- Mark Burnham – Leatherface